# Slavko Cicak
Slavko Cicak (* 25. Oktober 1969 in Titograd) ist ein schwedischer Schachspieler. Seit 2001 trägt er den Großmeister-Titel.

## Leben
1985 belegte er bei der Jugendweltmeisterschaft U18 in Petach Tikwa den zweiten Platz. 1995 gewann er die B-Gruppe des Rundenturniers in Brünn, 1997 das 1. Karl-Mala-Gedenkturnier mit sieben Punkten aus sieben Partien in Frankfurt-Griesheim. 1998 siegte er bei Opens in Frankfurt am Main und Wiesbaden und gewann 2001 das Liechtenstein Open in Triesen. 2004 gewann er das 5. Miguel Mas International Open in Figueres mit 1,5 Punkten Vorsprung und das 8. Parla International Open in Parla. Bei zwei weiteren Turnieren, dem 9. Open Internacional Málaga de Ajedrez 2006 in Campillos und der Utrecht Open International Championship 2007 in Utrecht, belegte Cicak jeweils den ersten Platz.
Im Januar 2015 liegt er auf dem neunten Platz der schwedischen Elo-Rangliste. Auf dem ICC-Server spielt er unter dem Namen Sauerkraut.

## Nationalmannschaft
Mit der schwedischen Nationalmannschaft nahm Cicak an den Schacholympiaden 2006, 2008 und 2010 und der Mannschaftseuropameisterschaft 2007 teil. Außerdem spielte er beim Aigo-Cup im Länderspiel gegen die Volksrepublik China in Peking 2006 am vierten von fünf Brettern.

## Vereine
Mannschaftsschach in Vereinsmannschaften spielte er in der tschechischen Extraliga für die Mannschaft von TJ TŽ Třinec, mit der er 2003 tschechischer Mannschaftsmeister wurde und im gleichen Jahr am European Club Cup teilnahm, sowie den ŠK H.Fuchs Ostrava. In Deutschland spielte er von 1987 bis 1991 für den SK Heidelberg in der deutschen Schachbundesliga, später für die VSGO Offenbach, für den TSV Schott Mainz in der Schachbundesliga, dann wieder für die VSGO Offenbach, danach für die Schachfreunde Schöneck, zwischendurch, zum Beispiel in der Saison 2007/08, für den unterfränkischen Verein Schachfreunde Burgsinn, mit dem er 2008 bayerischer Blitzmannschaftsmeister mit dem besten Ergebnis am Spitzenbrett wurde und danach erneut für die Schachfreunde Schöneck. Seit der Saison 2011/12 spielt er wieder für Schott Mainz. Er spielt auch in der luxemburgischen 1. Liga, die er 2007, 2010, 2012 und 2014 mit Cercle d'échecs Dudelange gewann. In Schweden spielte er bis 2009 für die Skara SS, danach bis 2013 für den Eksjö SK; seitdem spielt er für den Stockholmer Verein Kungstornet, mit dem er in der Saison 2014/15 in der Elitserien vertreten ist.